# Општина Липовац (Васлуј)
Липовац (рум. Lipovăţ) општина је у Румунији у округу Васлуј.
Општина се налази на надморској висини од 269 m.